# Ambleville, Charente
Ambleville là một xã của tỉnh Charente, thuộc vùng Nouvelle-Aquitaine, tây nam nước Pháp.

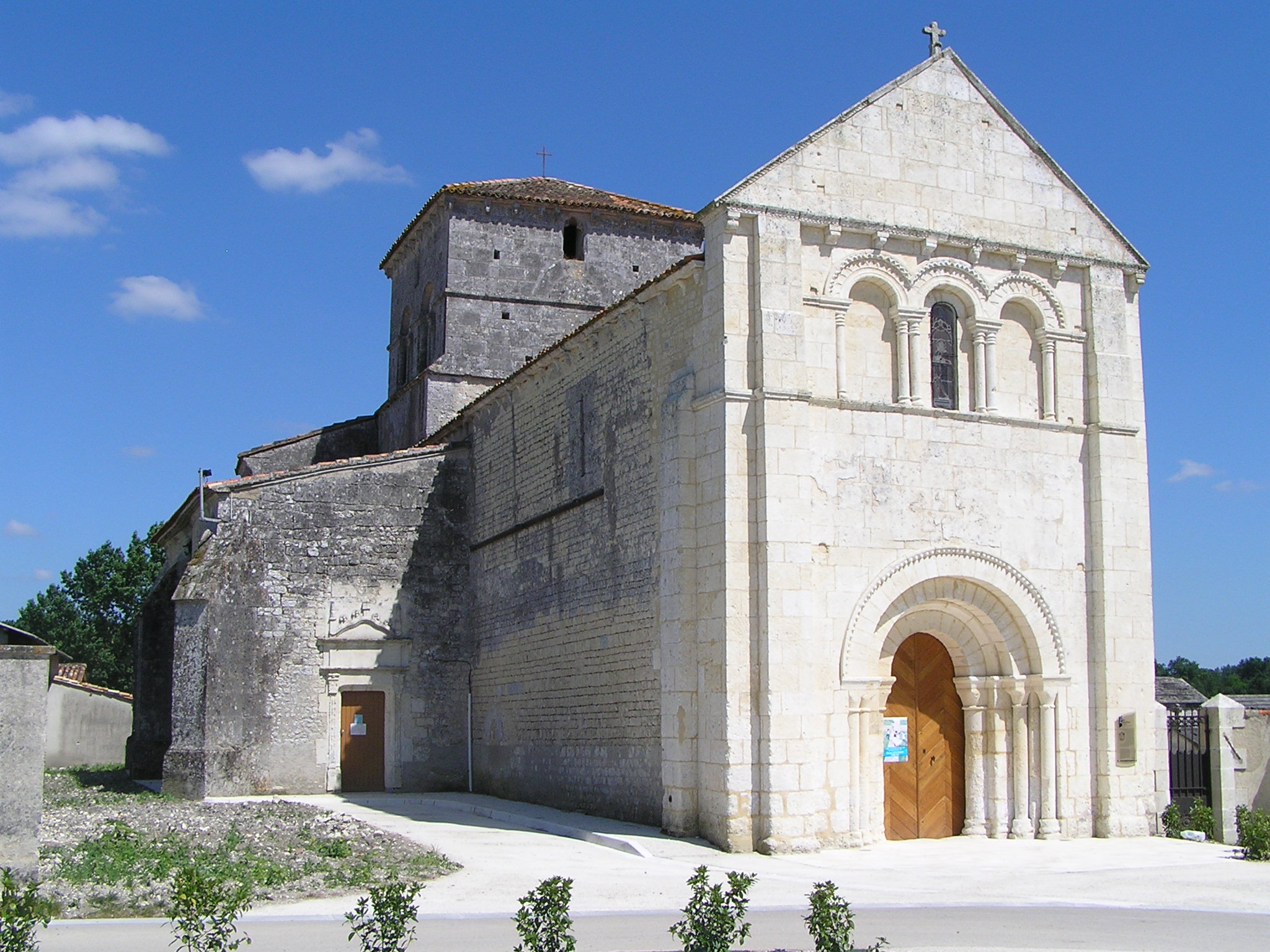
Ambleville church